# Antoine-François Bertrand de Molleville
Graf Antoine-François Bertrand de Molleville, auch Antoine-François de Bertrand, (* 25. Oktober 1744 in Toulouse; † 19. Oktober 1818 in Paris) war ein französischer Politiker und Minister.

## Leben
Er galt als feuriger Partisan der Könige und war ein Enfant Terrible der Monarchie. 1766 wurde er zunächst ins Parlement de Toulouse, dann 1774 zum Beitreiber der Einkünfte und schließlich 1784 zum Intendant der Bretagne ernannt. Bertrand de Molleville wurde 1788 wegen der schwierigen Aufgabe, das Parlament der Bretagne aufzulösen, angeklagt.
Durch seine Erfahrungen diesbezüglich beriet er Ludwig XVI. bei der Einberufung der Generalstände.
Von 1790 bis 1792 war er Minister für die Marine und die Kolonien. Er organisierte die Massenemigration von Offizieren. Aufgrund zahlreicher Denunziationen zog er sich aus seinen Ämtern zurück und wurde Chef der königlichen Geheimpolizei. Vor, aber auch nach dem Sturm auf die Tuilerien am 10. August 1792, versuchte er, eine Flucht für den König zu organisieren, musste aber schließlich selbst nach England fliehen.

## Trivia
In dem französischen Gärtnerhandbuch Bon Jardinier wird de Molleville als Erfinder der Gartenschere benannt.